# Flying Lotus
Сти́вен Э́ллисон (англ. Steven Ellison; 7 октября 1983), более известный как Flying Lotus (рус. Фла́ин Ло́тус) — американский музыкальный продюсер, диджей, рэпер, режиссёр, сценарист. Известность пришла к нему после сотрудничества с телеканалом Adult Swim, для которого он создавал заставочную музыку (англ. bumper music).
Дебютировал в 2006 году на американском лейбле Plug Research Records, выпустив альбом 1983. В 2008 году он выпустил альбом Los Angeles, в 2010 году — Cosmogramma, в 2012 году — Until the Quiet Comes, в 2014 году — You’re Dead! и в 2019 году - Flamagra.
Источником вдохновения музыкант называет записи покойного продюсера J Dilla.
Выступил режиссёром фантастического хоррора «Пепел», выход которого ожидается в 2025 году.

## Дискография

### Бит-сборник
- 2005: July Heat

### Альбомы
- 2006: 1983
- 2008: Los Angeles
- 2010: Cosmogramma
- 2012: Until the Quiet Comes
- 2014: You’re Dead!
- 2019: Flamagra
- 2021: Yasuke

### EP
- 2007: Reset
- 2008: Park Bench People (совместно с José James)
- 2008: L.A. EP 1 X 3
- 2008: Shhh!
- 2008: L.A. EP 2 X 3
- 2009: Whole Wide World (совместно с Declaime)
- 2009: L.A. EP 3 X 3

### Виниловые синглы
- 2006: Pink Sun EP (12", EP) My Room Is White (Flyi… Plug Research
- 2008: Cool Out (12") Lost (Flying Lotus Remix) Hyperdub 2008
- 2008: Dive EP (12", EP) Blank Blue (Flying Lot… Ubiquity Records 2008
- 2008: Get Dirty EP (12", EP) Game Over (Flying Lotu… Ghostly International 2008
- 2008: Natural Selection (Flying Lotus' Cleanse Mix) / Vancouver (2562’s Puur Natuur Dub) (12")
- 2008: Woebegone (CD, Single, Promo) Woebegone (Flying Lotu… Ninja Tune